# Enrico Dalgas

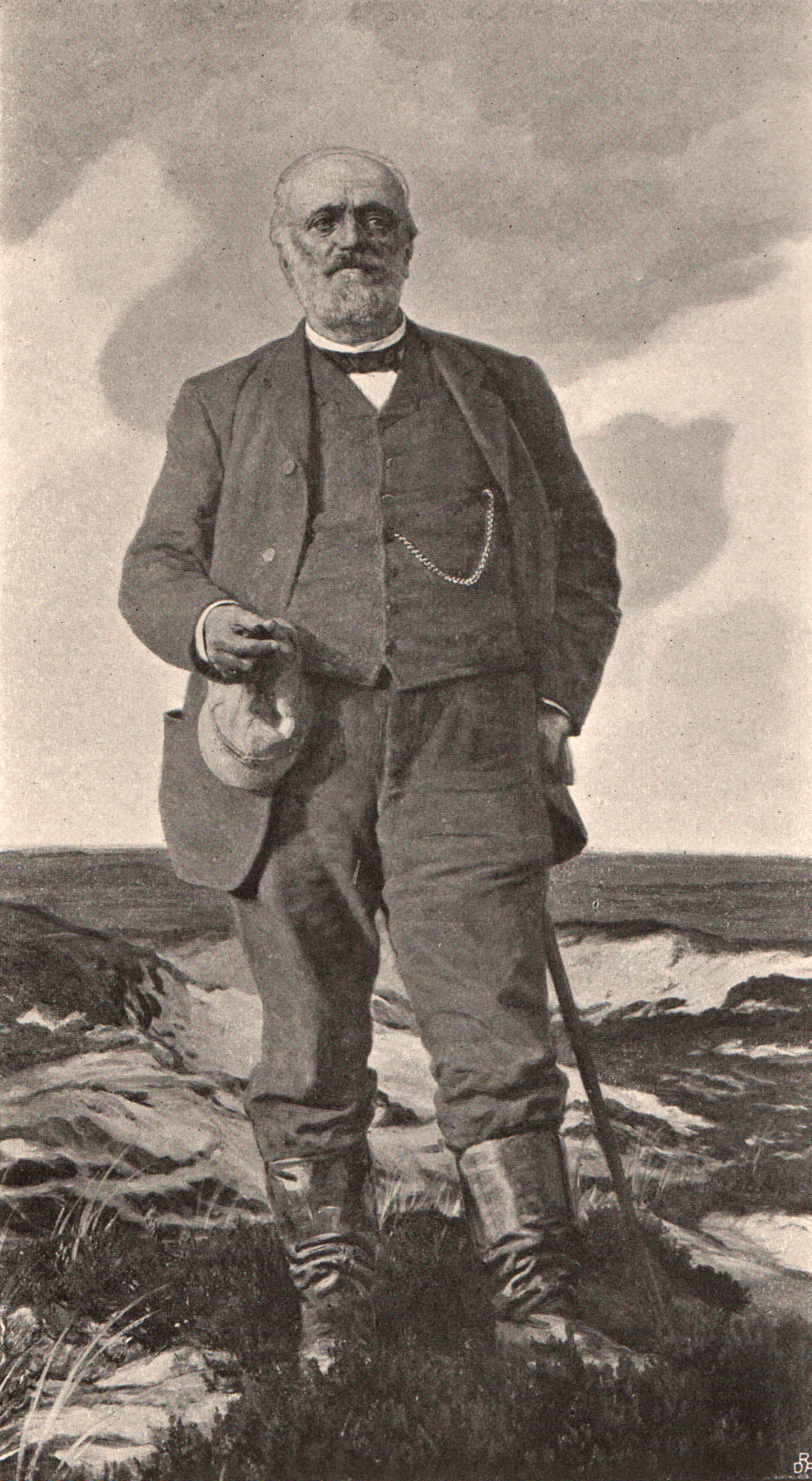
Enrico Mylius Dalgas gemalt von August Jerndorff

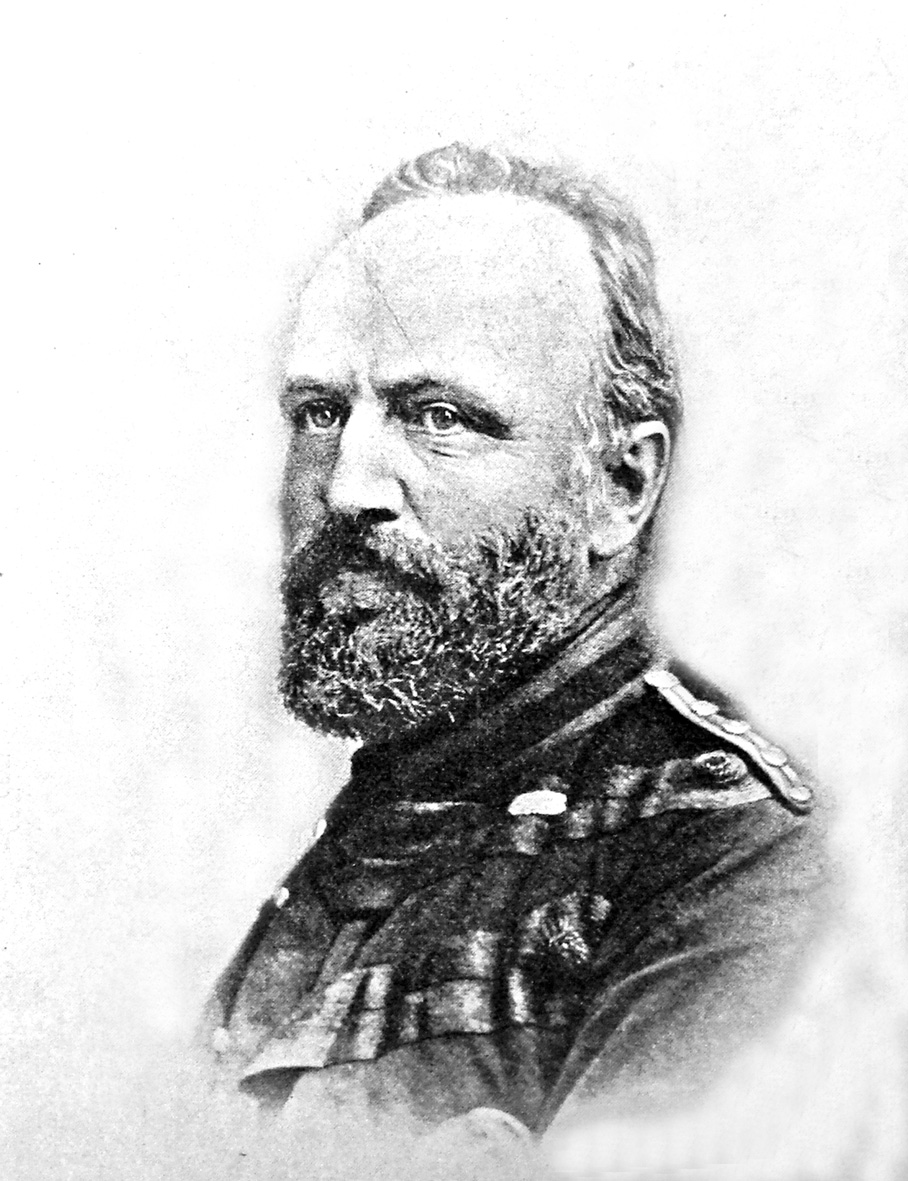
Enrico Mylius Dalgas

Enrico Mylius Dalgas (* 16. Juli 1828 in Neapel; † 16. April 1894 in Aarhus) war ein dänischer Ingenieuroffizier und Pionier der Bodenmelioration in Dänemark. Er war Nachkomme einer der französischen Hugenottenfamilien, die 1685 nach Dänemark geflüchtet war.

## Leben
Dalgas nutzte sein militärisches Wissen und Organisationstalent für die Urbarmachung und Aufforstung Westjütlands, indem er nach 1864 den Umbau der ortsteinhaltigen Heideflächen zu einer nationalen Angelegenheit ausrief.
Am 28. März 1867 gründete Dalgas zusammen mit Ferdinand Mourier-Petersen (1825–98) und Georg Morville (1817–1904) die Dänische Heidegesellschaft, die sich, wie später in Deutschland der Haide-Cultur-Verein für Schleswig-Holstein (Heidekulturverein), für die Aufforstung bzw. Kultivierung der Öd- und Heideflächen einsetzte. In Dejbjerg wurde 1897 der Dalgasstein (dänisch: Dalgasstenen), ein Gedenkstein an Enrico Dalgas, aufgestellt. In Aarhus wurde die Dalgas Avenue nach ihm benannt. Er wurde für seine Leistungen belohnt mit folgenden Auszeichnungen: Ritter des Dannebrog 1864, Dannebrogsmann 1867, Kommandeur des 1. Grades 1887 und erhielt die Verdienstmedaille in Gold 1875.
Dalgas Erkenntnisse und Erfahrungen nutze später Carl Emeis als Grundlage für seine Theorie
der Ortsteinbildung und Verheidung. Erstmals wurde dabei auch die Rolle der Humussäuren
bei den Auswaschungsvorgängen richtig gewürdigt´.

## Werke
- Oversigt over hederne i Jylland 1866
- Geografiske billeder I og II, 1867–68
- Vejledning til træplantning, 1871
- Den dybe reolpløjning, 1872
- En hederejse i Hannover, 1873
- Anvisning til anlæg af småplantninger, 1875 og 1883, i alt 50.000 eksemplarer
- Hedemoser og Kærjorder, 1876
- Om engvandring, 1877
- Om plantning i Jylland, 1877
- Hederne og deres Kultivering, 1878.